# Saint-Pellerin-de-Catz
Saint-Pellerin-de-Catz fue una efímera comuna francesa que estaba situada en el departamento de Mancha, de la región de Normandía.

## Historia
Fue creada en 1837 con la unión de las comunas de Catz y Saint-Pellerin y suprimida en 1841 siendo sus comunas reconstituidas a partir de sus antiguos territorios.

## Demografía
La comuna constaba en 1841 con 437 habitantes.